# Barugbug (Jatisari)
Barugbug is een bestuurslaag in het regentschap Karawang van de provincie West-Java, Indonesië. Barugbug telt 4005 inwoners (volkstelling 2010).